# Нью-Хейвен (колония)
Коло́ния Нью-Хе́йвен (англ. New Haven Colony) — английская колония в Северной Америке, существовавшая в 1638—1665 годах.
26 июня 1637 года в Бостон на судне «Hector» прибыл пуританский священник Джон Дэйвенпорт со своей паствой. Посчитав, что Колония Массачусетского залива слишком плохо соблюдает религиозные заповеди, они решили основать собственную колонию. Осенью исследовательская партия во главе с Теофилусом Итоном отправилась на юг, чтобы найти подходящее для поселения место на северном берегу пролива Лонг-Айленд. Они приобрели у индейцев землю в устье реки Киннипиак, и 14 апреля 1638 года там было основано поселение Нью-Хейвен.
В 1639 году законы, в соответствии с которыми жили Хартфорд, Виндзор и Ветерсфилд, были сведены в свод, известный как «Фундаментальные законы Коннектикута». Жители Нью-Хейвена не стали отставать от соседей и также приняли у себя аналогичный свод законов. Был создан правящий Совет Семи и было решено, что «…да будет править лишь слово Божье…»: библейские установления имели приоритет даже над английскими законами (к примеру, раз в Библии не упоминался суд присяжных, то и в колонии его не было, а судебные решения принимал Совет). Правом голоса обладали лишь те, кто принадлежал к церковной конгрегации.
Успех колонии привлёк в неё других поселенцев, не все из которых были пуританами. Стали образовываться новые городки (именуемые «плантациями»): Милфорд и Гилфорд в 1639-м, Стэмфорд и Саутолд на полуострове Норт-Форк по другую сторону пролива Лонг-Айленд — в 1640-м, Брэнфорд — в 1643-м.
В 1641 году колония приобрела у племени ленапе территорию вдоль реки Делавэр (на которой сейчас расположена Филадельфия). В 1642 году туда прибыло на корабле 50 семей, которые основали торговый пост в устье реки Скулкил. Нидерландские и шведские торговцы, действовавшие в том регионе, не захотели появления конкурентов и сожгли дома поселенцев. Колония Нью-Хейвен ничем не смогла им помочь и была вынуждена признать неудачу.
В 1660 году пришедший к власти в Англии король Карл II начал преследование судей, приговоривших в 1649 году к смертной казни его отца Карла I. Некоторые из них бежали в Новый Свет, и в 1661 году Эдвард Волли и Вильям Гофф попытались найти убежище в Нью-Хейвене, позднее к ним присоединился Джон Диксвелл.
22 апреля 1662 года была издана королевская Коннектикутская хартия, подтвердившая самоуправление колонии Коннектикут в соответствии с Фундаментальными законами. Самым существенным новшеством, внесённым хартией, было то, что она устанавливало единое правительство Коннектикута для территории, ограниченной на юге проливом Лонг-Айленд, а на западе — Тихим океаном. Это привело к поглощению колонией Коннектикут колонии Нью-Хейвен, процесс вхождения Нью-Хейвена в состав Коннектикута завершился в 1665 году.